# Ameles fasciipennis
Ameles fasciipennis — один із видів богомолів середземноморського та передньоазійського роду Ameles. Описаний у 1963 році австрійським ентомологом Альфредом Кальтенбахом за єдиним екземпляром самця зі сходу Італії, знайденим у музейній колекції. Вважається зниклим, або таким, що знаходиться на межі зникнення.

## Типовий екземпляр
Ameles fasciipennis відомий за єдиним екземпляром самця, знайденим у музейній колекції. За зовнішніми ознаками вид близький до A. spallanzania, основні відмінності стосуються будови статевих органів.
Згідно з етикеткою екземпляр знайдено поблизу міста Толентіно в провінції Мачерата області Марке на сході Італії. Дата записана нерозбірливо, проте найімовірніше богомола впіймано у 1871 році.

## Походження і таксономія
Дослідники відносять вид Ameles fasciipennis до так званої «палео-тирренської» групи всередині роду Ameles разом з видами A. spallanzania та A. poggii. Ймовірно ці види утворилися в палеоцені з однієї предкової форми, що була поширена в районі сучасного Тирренського моря.

## Охорона
Численні пошуки інших богомолів цього виду поблизу Толентіно не дали результату. У сухих трав'янистих ландшафтах, характерних для мешкання богомолів роду Ameles, зустрічаються інші види роду, проте не Ameles fasciipennis. Не виключено, що вид зник внаслідок господарської діяльності людини.
Міжнародний союз охорони природи у 2014 році вніс богомола Ameles fasciipennis до свого Червоного списку як вид на межі зникнення. 2020 року статус був змінений на «вимерлий вид».